# Stelis despectans
Stelis despectans är en orkidéart som beskrevs av Rudolf Schlechter. Stelis despectans ingår i släktet Stelis och familjen orkidéer. Inga underarter finns listade i Catalogue of Life.